# Apollinaria Prokofjevna Suslova

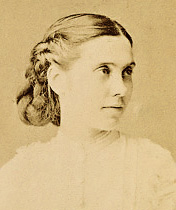
Polina Suslova v roce 1867

Apollinaria Prokofjevna Suslova (1839 – 1918), známá jako Polina Suslova, byla ruská spisovatelka, manželka Vasilije Rozanova a sestra první ruské ženské lékařky Naděždy Suslovové. Známější je ale coby milenka Fjodora Dostojevského, který ji označil za jednu z nejpozoruhodnějších žen své doby a podle ní napsal několik postav ve svých dílech, například Polinu v Hráči, Nastašu Filipovnu v Idiotovi, nebo Kateřinu Ivanovnu ve Zločinu a trestu.

## Mládí
Polina Suslova se narodila v Nižněnovgorodské gubernii do rodiny továrníka. Jí i její sestře Naděždě se dostalo kvalitního vzdělání. Dívky měly vychovatelku a učitele tance.
Když se rodina přestěhovala do Petrohradu, navštěvovala Polina Petrohradskou státní univerzitu. Účastnila se studentských setkání a politických demonstrací, sympatizovala s radikálními názory té doby, zejména v oblasti ženských práv.

## Aféra s Dostojevským

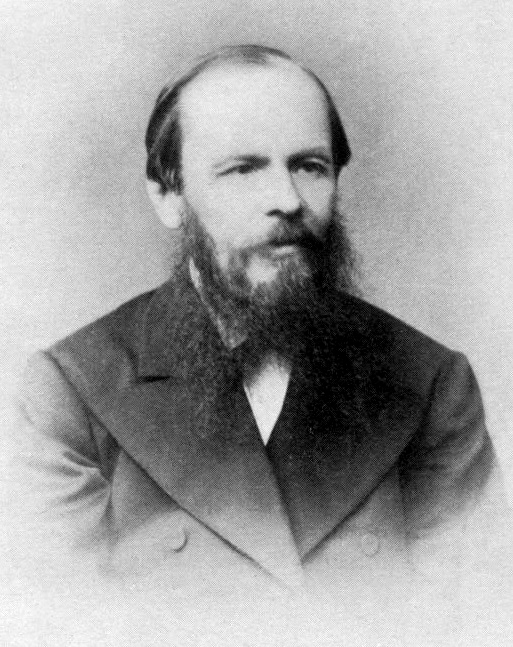
Fjodor Dostojevkij

V roce 1861 navštěvovala hodiny u Fjodora Dostojevského, v té době již renomovaného spisovatele, jehož přednášky byly mezi mládeží velmi oblíbené. Jemu bylo tehdy 40 a jí 21 let. Jsou tři verze, jak se ti dva dali dohromady. Podle první si jí Dostojevský nevšímal, ačkoliv se mu snažila podstrojovat, proto mu napsala milostný dopis. Druhá verze je, že Suslova chtěla od Dostojevského poradit se svými povídkami. Její spisy byly špatné, ale Dostojevského dívka přitahovala a slíbil, že ji naučí psát. Také se nabízí vysvětlení, že Dostojevský četl její povídky a chtěl se setkat s autorkou.
Vztah byl složitý pro obě strany, ale více pro Dostojevského. Byl pracovně vytížený, horšilo se mu zdraví a dostával se do finanční tísně. Naproti tomu byla Suslova panovačná a žárlivá a požadovala, aby se rozvedl se svou manželkou Marií.
Dostojevský později poznamenal, že Polina byla „sobecká žena,“ která netolerovala žádnou nedokonalost ostatních lidí. Přesto ji po manželčině smrti v roce 1865 požádal o ruku, Suslova ale odmítla. V roce 1867 se proto oženil s Annou Snitkinou. Na rozdíl od Anny, Suslova nečetla jeho knihy a nerespektovala jeho práci.
Po rozchodu spálila Suslova všechny dopisy.

## Manželství s Rozanovem

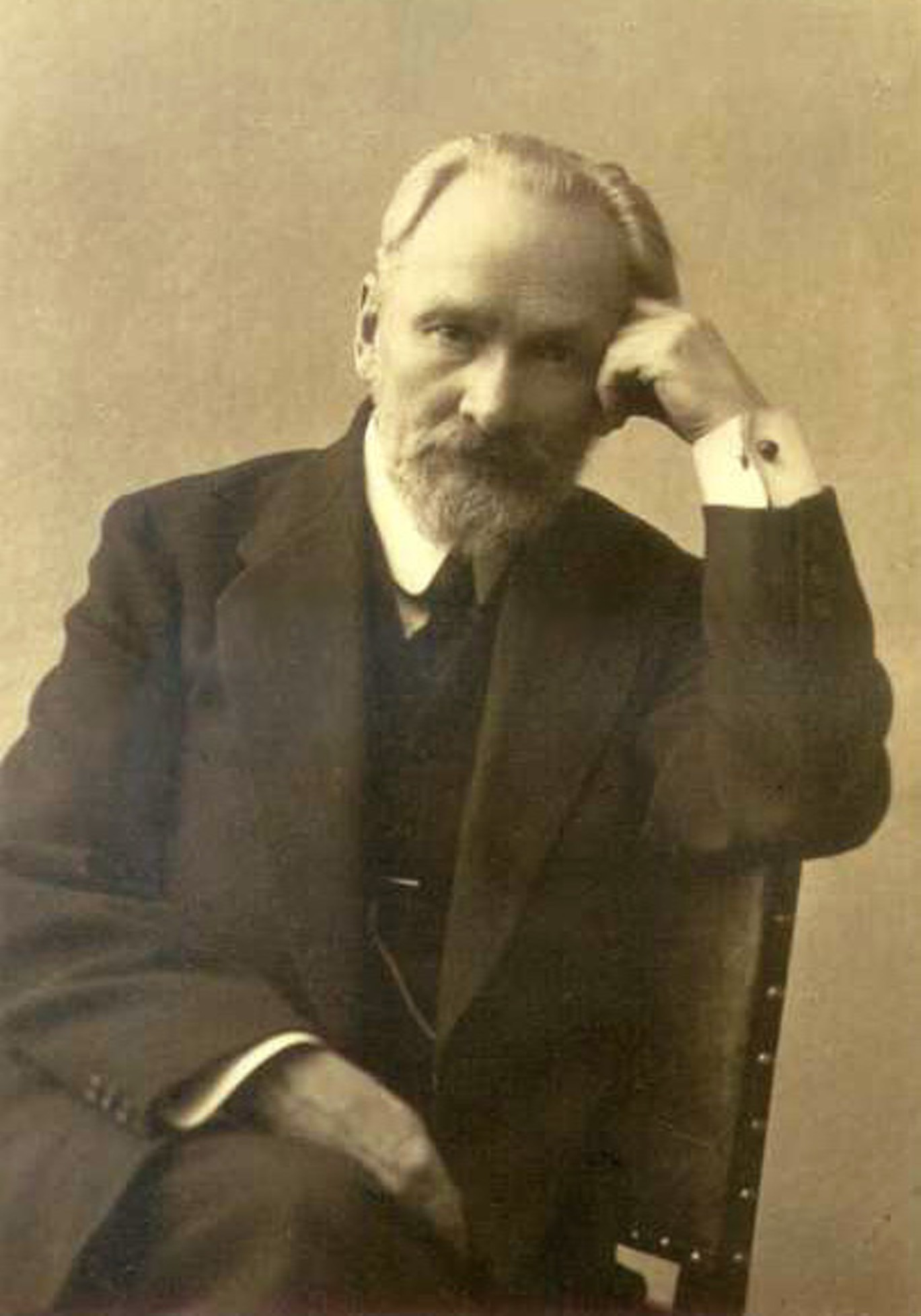
Vasilij Rozanov

Vasilij Rozanov byl fanouškem Dostojevského práce a znal Polinu jako jeho bývalou milenku. Přesto se do o 16 let starší ženy zamiloval, když se poprvé setkali. Poměr trval tři roky, než vyústil v roce 1880 v manželství.
Soužití nebylo šťastné, Suslova dělala žárlivé scény a zároveň flirtovala s manželovými přáteli. Rozešli se v roce 1886. Manželství tím oficiálně ale neskončilo a Suslova záměrně protahovala rozvod dalších dvacet let, aby se Rozanov nemohl církevně oženit s V. T. Butjaginou.
Na počátku 20. století žila Polina Suslova sama v Sevastopolu.
Zemřela v roce 1918.